# Jardin de Shin-Edogawa
Shin-Edogawa garden (新江戸川区公園, Shin Edogawa kōen) est un jardin japonais situé près de la Kanda-gawa dans l'arrondissement de Bunkyō à Tokyo. Le nom signifie « jardin de la nouvelle rivière d'Edo » parce que la Kanda-gawa était appelée « rivière d'Edo » jusqu'en 1965.
Ancienne résidence secondaire du clan Hosokawa, seigneurs du domaine de Kumamoto à la fin de l'époque d'Edo, le site est devenu la résidence principale de la famille Hosokawa. Le parc qui dispose d'un jardin circulaire de collines et d'étangs fait un usage intelligent des changements dans l'élévation et met en valeur le caractère naturel du jardin. Il y a des sources naturelles, des lanternes de pierre, des clôtures en bambou et l'étang contient des carpes. Le Shoseikaku, bâtiment à l'entrée construit durant l'ère Taishō, était un lieu d'étude pour la famille Hosokawa.

## Galerie d'images

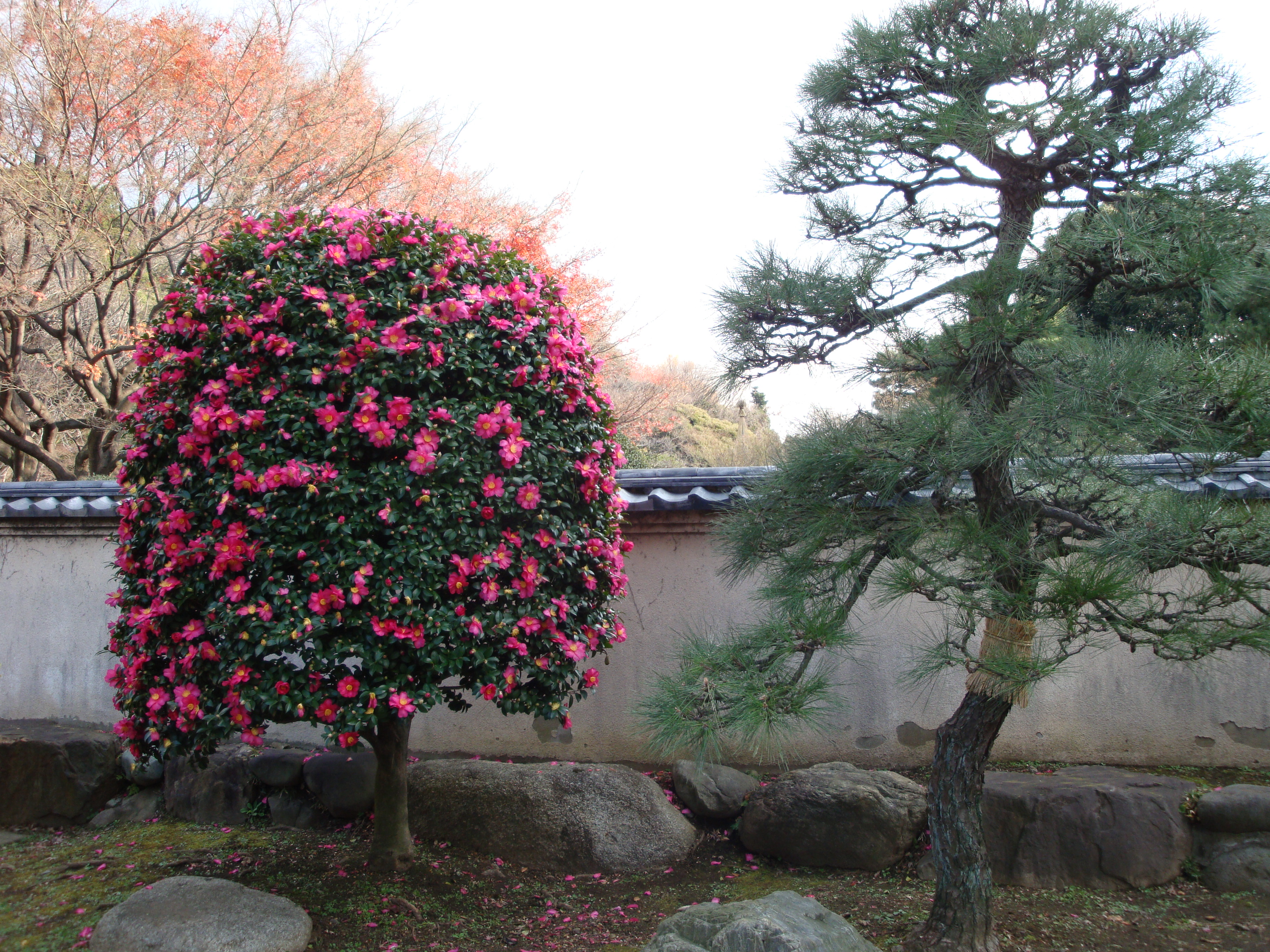
La clôture du jardin et un camélia en fleurs.
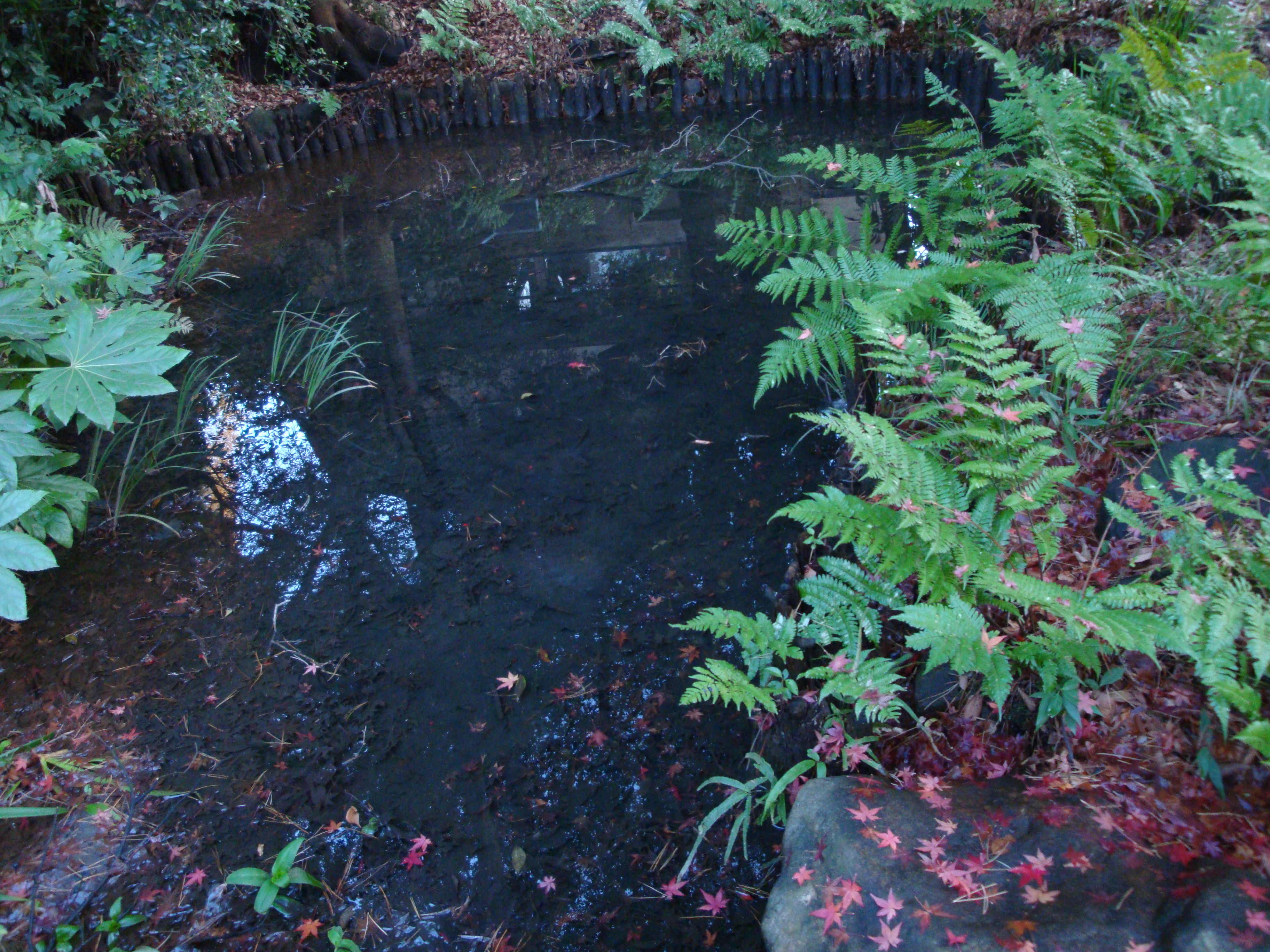
Coin le plus éloigné de l'étang.
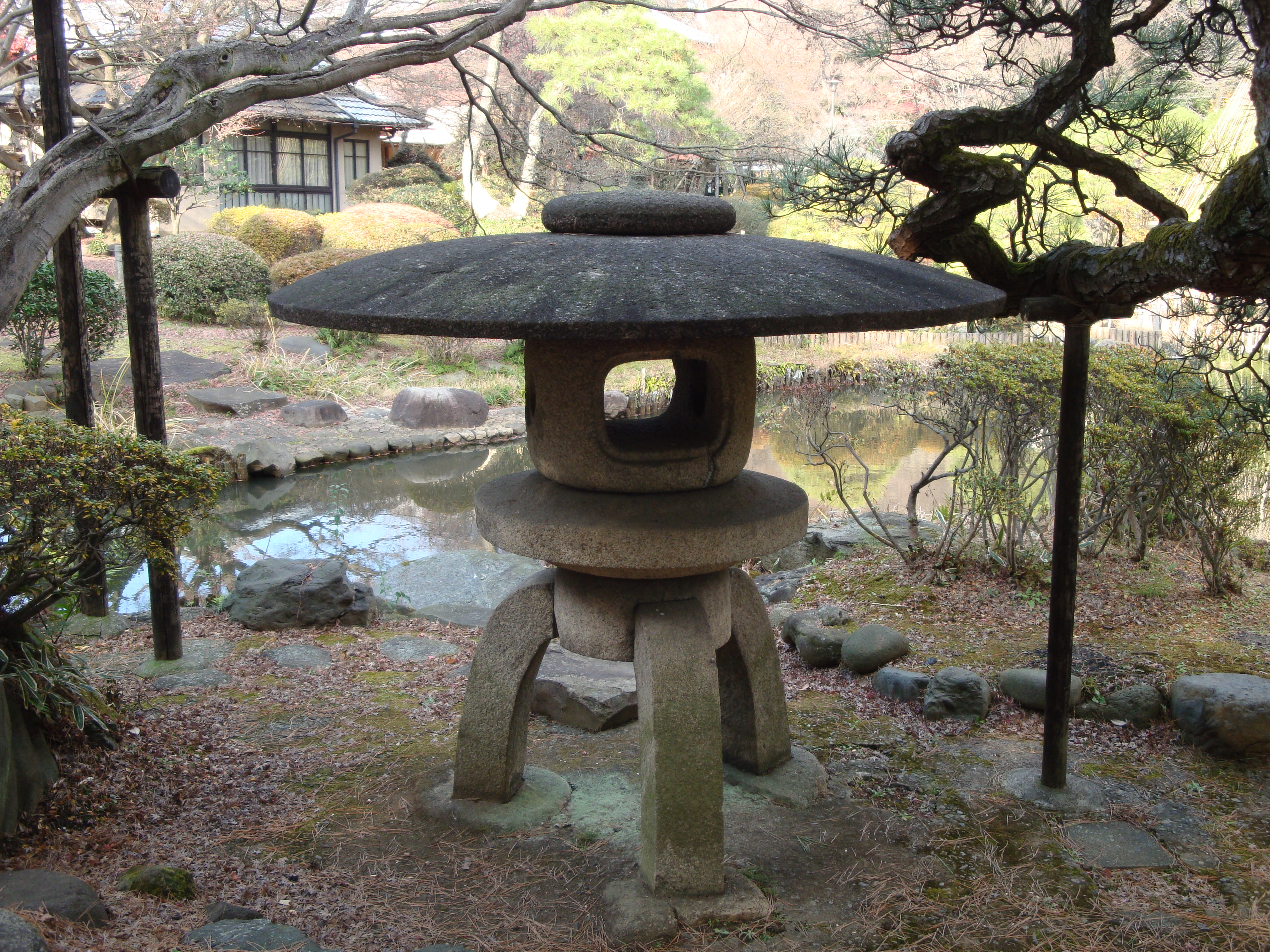
Tōrō, lanterne de pierre.
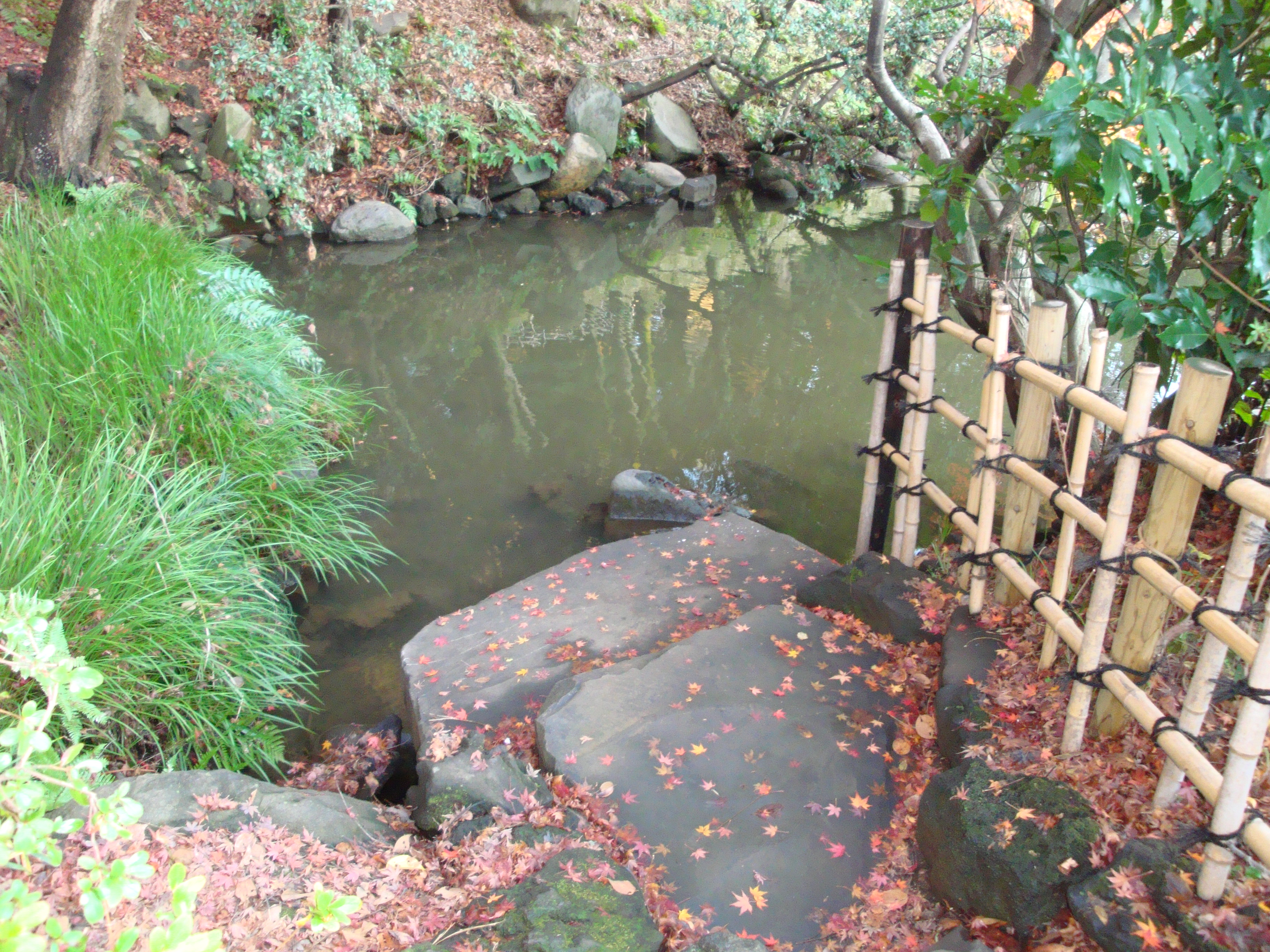
Non loin de la source.

## Référence
- (en) Cet article est partiellement ou en totalité issu de l’article de Wikipédia en anglais intitulé « Shin-Edogawa Garden » (voir la liste des auteurs).